# Јенки Хил (Небраска)
Јенки Хил (енгл. Yankee Hill) насељено је место без административног статуса у америчкој савезној држави Небраска.

## Демографија
По попису из 2010. године број становника је 292.
| Група             | 2000.    | 2010.       |
| Белци             | 0 (0,0%) | 267 (91,4%) |
| Афроамериканци    | 0 (0,0%) | 0 (0,0%)    |
| Азијати           | 0 (0,0%) | 7 (2,4%)    |
| Хиспаноамериканци | 0 (0,0%) | 15 (5,1%)   |
| Укупно            | 0        | 292         |